# Prva Makedonska Liga 2005/06
Die Prva Makedonska Liga 2005/06 war die 14. Spielzeit der höchsten Fußballliga Nordmazedoniens. Die Spielzeit begann am 5. August 2005 und endete am 21. Mai 2006. Titelverteidiger Rabotnički Kometal Skopje holte zum zweiten Mal den Meistertitel.

## Modus
Die zwölf Mannschaften traten in je drei Runden gegeneinander an, sodass 33 Spieltage zu absolvieren waren. Die Teams, die nach 22 Spielen die ersten sechs Plätze belegten hatten insgesamt 17 Heimspiele, die anderen 16. Die beiden Letzten stiegen direkt ab.
Die beiden Klubs auf den Relegationsplätzen gewannen ihre Spiele gegen den Dritten bzw. Vierten der zweiten Liga und verblieben somit in der höchsten Spielklasse.

## Vereine
| Verein                    | Stadt    | Stadion               | Kapazität |
| ------------------------- | -------- | --------------------- | --------- |
| Bashkimi Kumanovo         | Kumanovo | Stadtstadion Kumanovo | 02.000    |
| FK Belasica Strumica      | Strumica | Mladost Stadion       | 06.500    |
| FK Bregalnica Štip        | Štip     | Stadtstadion Štip     | 04.000    |
| FK Cementarnica 55 Skopje | Skopje   | Stadion Cementarnica  | 02.000    |
| FK Pobeda Prilep          | Prilep   | Stadion Goce Delčev   | 15.000    |
| FK Renova Džepčište       | Tetovo   | Stadtstadion Tetovo   | 15.000    |
| KF Shkëndija              | Tetovo   | Stadtstadion Tetovo   | 15.000    |
| KF Vlazrimi Kičevo        | Kičevo   | Vlazrimi Arena        | 03.000    |
| Makedonija Skopje         | Skopje   | Železarnica-Stadion   | 04.000    |
| Rabotnički Kometal Skopje | Skopje   | Philip-II-Arena       | 36.400    |
| Sileks Kratovo            | Kratovo  | Stadtstadion Kratovo  | 01.800    |
| Vardar Skopje             | Skopje   | Philip-II-Arena       | 36.400    |

## Abschlusstabelle
| Pl. | Verein                        | Sp. | S  | U  | N  | Tore    | Diff. | Punkte |
| --- | ----------------------------- | --- | -- | -- | -- | ------- | ----- | ------ |
| 1.  | Rabotnički Kometal Skopje (M) | 33  | 21 | 9  | 3  | 064:260 | +38   | 72     |
| 2.  | Makedonija Skopje (N)         | 33  | 21 | 6  | 6  | 055:230 | +32   | 69     |
| 3.  | Vardar Skopje                 | 33  | 19 | 7  | 7  | 042:190 | +23   | 64     |
| 4.  | FK Pobeda Prilep              | 33  | 16 | 6  | 11 | 058:460 | +12   | 54     |
| 5.  | KF Shkëndija                  | 33  | 15 | 4  | 14 | 048:470 | +1    | 49     |
| 6.  | Bashkimi Kumanovo (P)         | 33  | 13 | 6  | 14 | 050:490 | +1    | 45     |
| 7.  | FK Renova Džepčište (N)       | 33  | 13 | 5  | 15 | 045:490 | −4    | 44     |
| 8.  | KF Vlazrimi Kičevo (N)        | 33  | 13 | 4  | 16 | 044:570 | −13   | 43     |
| 9.  | Sileks Kratovo                | 33  | 10 | 11 | 12 | 054:580 | −4    | 41     |
| 10. | FK Bregalnica Štip            | 33  | 10 | 6  | 17 | 044:550 | −11   | 36     |
| 11. | FK Cementarnica 55 Skopje     | 33  | 8  | 8  | 17 | 038:510 | −13   | 32     |
| 12. | FK Belasica Strumica          | 33  | 2  | 2  | 29 | 022:840 | −62   | 08     |

| (M) | amtierender mazedonischer Meister     |
| (P) | amtierender mazedonischer Pokalsieger |
| (N) | Neuaufsteiger                         |

## Kreuztabelle
| Runden 1–22 | Runden 1–22 | Runden 1–22 | Runden 1–22 | Runden 1–22 | Runden 1–22 | Runden 1–22 | Runden 1–22 | Runden 1–22 | Runden 1–22 | Runden 1–22 | Runden 1–22 | 2005/06                   | Runden 23–33 | Runden 23–33 | Runden 23–33 | Runden 23–33 | Runden 23–33 | Runden 23–33 | Runden 23–33 | Runden 23–33 | Runden 23–33 | Runden 23–33 | Runden 23–33 | Runden 23–33 |
| ----------- | ----------- | ----------- | ----------- | ----------- | ----------- | ----------- | ----------- | ----------- | ----------- | ----------- | ----------- | ------------------------- | ------------ | ------------ | ------------ | ------------ | ------------ | ------------ | ------------ | ------------ | ------------ | ------------ | ------------ | ------------ |
| RAB         | MAK         | VAR         | POB         | SHK         | BAS         | REN         | VLZ         | SIL         | BRE         | CEM         | BEL         | Verein                    | RAB          | MAK          | VAR          | POB          | SHK          | BAS          | REN          | VLZ          | SIL          | BRE          | CEM          | BEL          |
|             | 1:0         | 1:0         | 1:1         | 3:0         | 2:0         | 1:0         | 2:1         | 3:1         | 7:2         | 3:1         | 3:0         | Rabotnički Kometal Skopje |              | –            | 1:3          | 2:1          | –            | 0:0          | 3:1          | 4:0          | 1:0          | –            | –            | –            |
| 0:3         |             | 1:0         | 1:0         | 1:0         | 3:0         | 3:0         | 3:0         | 3:1         | 1:0         | 4:0         | 1:0         | Makedonija Skopje         | 0:0          |              | –            | 3:0          | –            | 2:0          | 0:0          | 6:2          | 1:1          | –            | –            | –            |
| 0:2         | 1:0         |             | 1:1         | 1:0         | 3:1         | 1:1         | 2:0         | 2:0         | 1:0         | 1:1         | 2:1         | Vardar Skopje             | –            | 0:0          |              | –            | 2:2          | –            | –            | 3:0          | –            | 1:0          | 2:0          | 3:0          |
| 3:3         | 1:1         | 0:1         |             | 1:0         | 3:1         | 2:1         | 1:0         | 2:1         | 3:0         | 3:0         | 3:0         | FK Pobeda Prilep          | –            | –            | 2:0          |              | 3:0          | –            | –            | 1:2          | –            | 3:0          | 1:0          | 2:1          |
| 2:1         | 2:1         | 2:1         | 4:5         |             | 0:1         | 2:1         | 2:1         | 4:1         | 1:4         | 1:0         | 2:0         | KF Shkëndija              | 2:1          | 0:1          | –            | –            |              | 1:0          | 1:2          | 5:1          | 2:2          | –            | –            | –            |
| 1:1         | 5:0         | 0:1         | 2:1         | 4:2         |             | 3:2         | 0:1         | 1:1         | 2:2         | 3:2         | 2:1         | Bashkimi Kumanovo         | –            | –            | 1:1          | 2:0          | –            |              | –            | 2:1          | –            | 2:3          | 2:0          | 6:0          |
| 1:1         | 2:0         | 0:1         | 2:0         | 0:2         | 1:0         |             | 4:3         | 1:1         | 2:1         | 2:1         | 2:3         | FK Renova Džepčište       | –            | –            | 1:0          | 3:0          | –            | 4:3          |              | –            | –            | 2:1          | 2:1          | –            |
| 0:1         | 0:1         | 1:0         | 2:4         | 1:0         | 2:2         | 4:3         |             | 0:1         | 2:1         | 4:0         | 3:1         | KF Vlazrimi Kičevo        | –            | –            | –            | –            | –            | –            | 2:1          |              | 3:2          | 1:0          | 0:0          | 3:0          |
| 2:4         | 0:2         | 0:2         | 2:2         | 1:1         | 4:1         | 1:1         | 1:1         |             | 4:3         | 3:2         | 1:0         | FK Sileks Kratovo         | –            | –            | 0:0          | 4:2          | –            | 3:0          | 2:0          | –            |              | 3:3          | –            | –            |
| 1:2         | 0:4         | 0:3         | 2:0         | 2:0         | 0:1         | 2:1         | 1:1         | 1:2         |             | 2:1         | 3:1         | FK Bregalnica Štip        | 0:0          | 1:2          | –            | –            | 0:0          | –            | –            | –            | –            |              | 0:0          | 6:1          |
| 2:2         | 2:2         | 0:1         | 2:2         | 1:2         | 1:0         | 2:0         | 3:1         | 2:0         | 1:2         |             | 3:0         | FK Cementarnica 55 Skopje | 0:0          | 0:2          | –            | –            | 3:1          | –            | –            | –            | 3:2          | –            |              | 1:1          |
| 1:2         | 0:2         | 0:2         | 2:5         | 1:2         | 0:2         | 2:0         | 0:1         | 1:1         | 0:1         | 0:2         |             | FK Belasica Strumica      | 0:3          | 1:4          | –            | –            | 0:3          | –            | 0:2          | –            | 4:6          | –            | –            |              |

## Relegation
| Datum        | 2. Liga                    | Ergebnis              | 1. Liga            | Ort                          |
| ------------ | -------------------------- | --------------------- | ------------------ | ---------------------------- |
| 28. Mai 2006 | Karaorman Struga           | 3:3 n. V. (3:4 i. E.) | FK Bregalnica Štip | Philip-II-Arena (Skopje)     |
| 28. Mai 2006 | Madžari Solidarnost Skopje | 0:1                   | Sileks Kratovo     | Stadion Goce Delčev (Prilep) |

## Torschützenliste
| Pl. | Name               | Mannschaft                | Tore |
| --- | ------------------ | ------------------------- | ---- |
| 01. | Stevica Ristić     | Sileks Kratovo            | 27   |
| 02. | Filip Ivanovski    | Makedonija Skopje         | 22   |
| 03. | Riste Naumov       | Vardar Skopje             | 15   |
| 04. | Aleksandar Toleski | FK Cementarnica 55 Skopje | 14   |